# Raperswilen
Raperswilen är en ort och kommun i distriktet Kreuzlingen i kantonen Thurgau, Schweiz. Kommunen har 426 invånare (2023).